# Jüdische Gemeinde Walldürn
Die Jüdische Gemeinde in Walldürn im Neckar-Odenwald-Kreis (Baden-Württemberg) entstand bereits im Mittelalter und existierte mit einigen Unterbrechungen bis zur Zeit des Nationalsozialismus, als die letzten jüdischen Einwohner Walldürns 1940 deportiert wurden.

## Geschichte

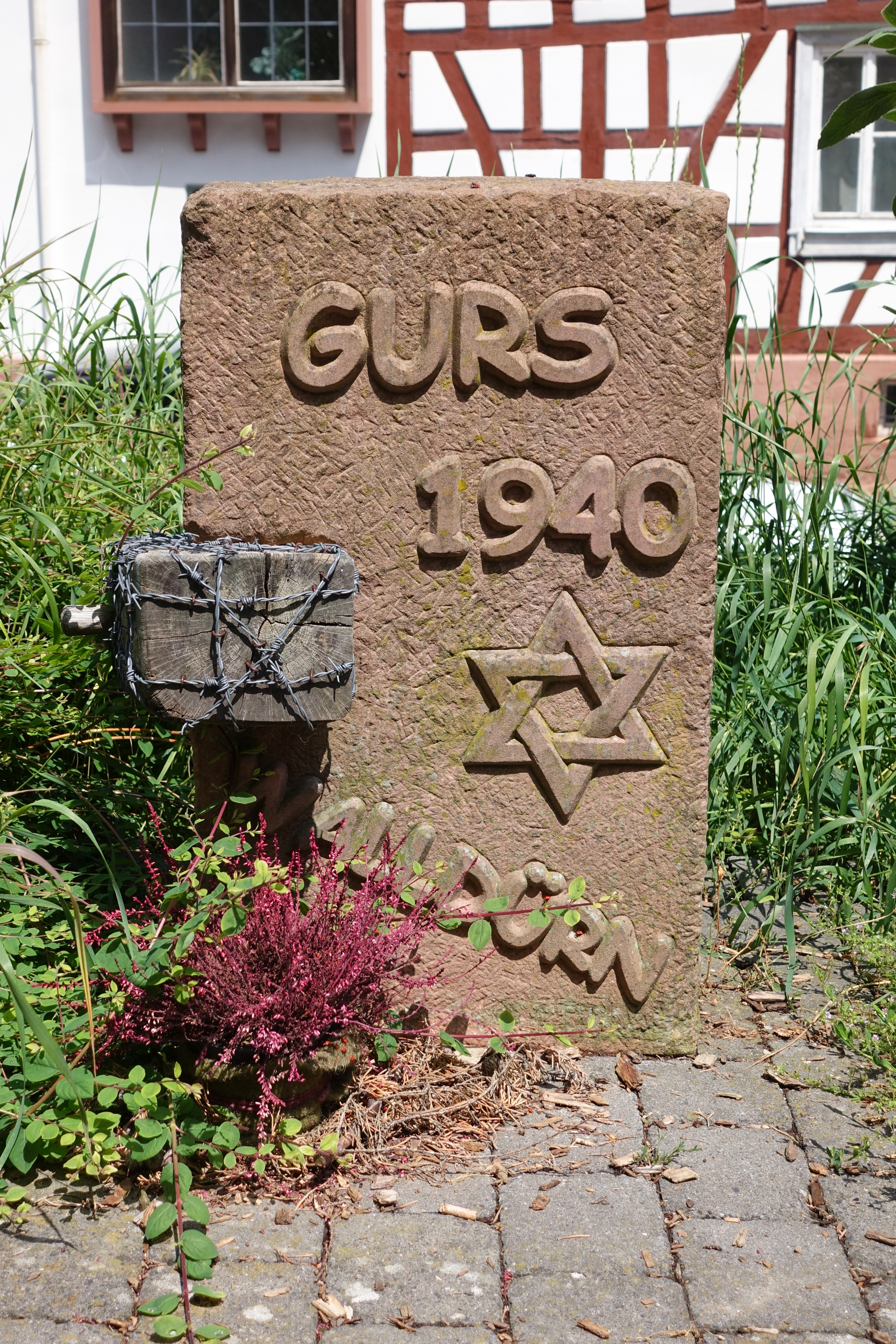
Mahnmal für die am 22. Oktober 1940 ins KZ Gurs deportierten Walldürner Juden

Die jüdische Gemeinde Walldürn bestand bereits im Mittelalter. Von den Judenverfolgungen 1298, 1335/37 und 1348/49 war die jüdische Gemeinde Walldürn betroffen und ging in dieser Zeit unter. Ab 1378 lebten wieder Juden in Walldürn. Diese wurden jedoch 1470 mit den anderen Juden des Erzstiftes Mainz ausgewiesen. Die Entstehung einer neuzeitlichen jüdischen Gemeinde in Walldürn geht in die Zeit des 18. Jahrhunderts zurück, da in der Zeit um 1700 wieder jüdische Einwohnern in Walldürn genannt wurden.
Die jüdische Gemeinde Walldürn hatte eine eigene Synagoge, eine jüdische Religionsschule und ein rituelles Bad. Auf dem jüdischen Friedhof in Bödigheim wurden die Toten der Gemeinde beigesetzt. 1827 wurde die jüdische Gemeinde Walldürn dem Bezirksrabbinat Merchingen zugeteilt, das später vom Bezirksrabbiner in Mosbach betreut wurde.
Die Zahl der jüdischen Gemeindeglieder in Walldürn entwickelte sich im 19. und 20. Jahrhundert wie folgt: 1825 (23 jüdische Einwohner, 0,8 % von insgesamt 2.798 Einwohnern Walldürns), 1858 (37), 1864 (38), 1875 (25, 0,8 % von 3.174 Einwohnern), 1900 (14), 1921 (21), 1924 (23 jüdische Einwohner, 0,6 % von insgesamt etwa 4.000 Einwohnern Walldürns), 1933 (noch 19). Nach 1933 verließen einige aufgrund der nationalsozialistischen Repressalien die Stadt. Auch der zunehmende wirtschaftliche Boykott der jüdischen Geschäfte, sowie die zunehmende Entrechtung und andere Repressalien sorgten dafür, dass jüdische Einwohner Walldürns weggezogen beziehungsweise ausgewandert sind. Die letzten zehn Juden wurden 1940 ins KZ Gurs deportiert.
Von den jüdischen Personen, die in Walldürn geboren wurden oder längere Zeit in der Stadt wohnten, kamen in der Zeit des Nationalsozialismus die folgenden zwölf Personen nachweislich ums Leben: Elise Kahn geb. Riselsheimer (1890), Hubert Kahn (1922), Irene Kahn (1924), Leopold Kahn (1885), Regine Kahn geb. Zimmern (1867), Sitta Kahn (1925), Eduard Neuberger (1869), Emil Strauß (1860), David Zimmern (1896), Hugo Zimmern (1898), Leopold Zimmern (1901), Lydia Zimmern geb. Bloch (1898).